# Hafen Ludwigshafen am Rhein
Der Hafen Ludwigshafen am Rhein ist einer der größten und leistungsfähigsten öffentlichen Häfen am Oberrhein in Rheinland-Pfalz. Er umfasst ein Gebiet von über 150 ha, verteilt auf mehrere Standorte innerhalb Ludwigshafens, und schlug im Jahr 2016 wasserseitig 6,9 Mio. Tonnen Güter um.

## Geografie
Der Hafen in Ludwigshafen am Rhein liegt am östlichen Stadtrand bei Rheinkilometer 419 bis 432 L auf einer Höhe von 90 bis 95 m ü. NHN. Es bestehen mehrere Teile bzw. Becken; diese sind in der Fließrichtung (von Süden nach Norden):
- Rhein-km 418,9 L: Yachthafen Kiefweiher
- Rhein-km 420,8 L: Reede Süd (RTG-Lände)
- Rhein-km 421,4 L: Kaiserwörthhafen im Stadtteil Mundenheim
- Rhein-km 421,4 L: Ölhafen (auch Mundenheimer Altrheinhafen)
- Rhein-km 423,8 L: Luitpoldhafen in der Südstadt
- Rhein-km 425,1 L: Winterhafen (abgegangen)
- Rhein-km 425,7 L: Reede Nord (Zollhafen) (Stromhafen)
- Rhein-km 431,9 L: Landeshafen Nord

## Geschichte

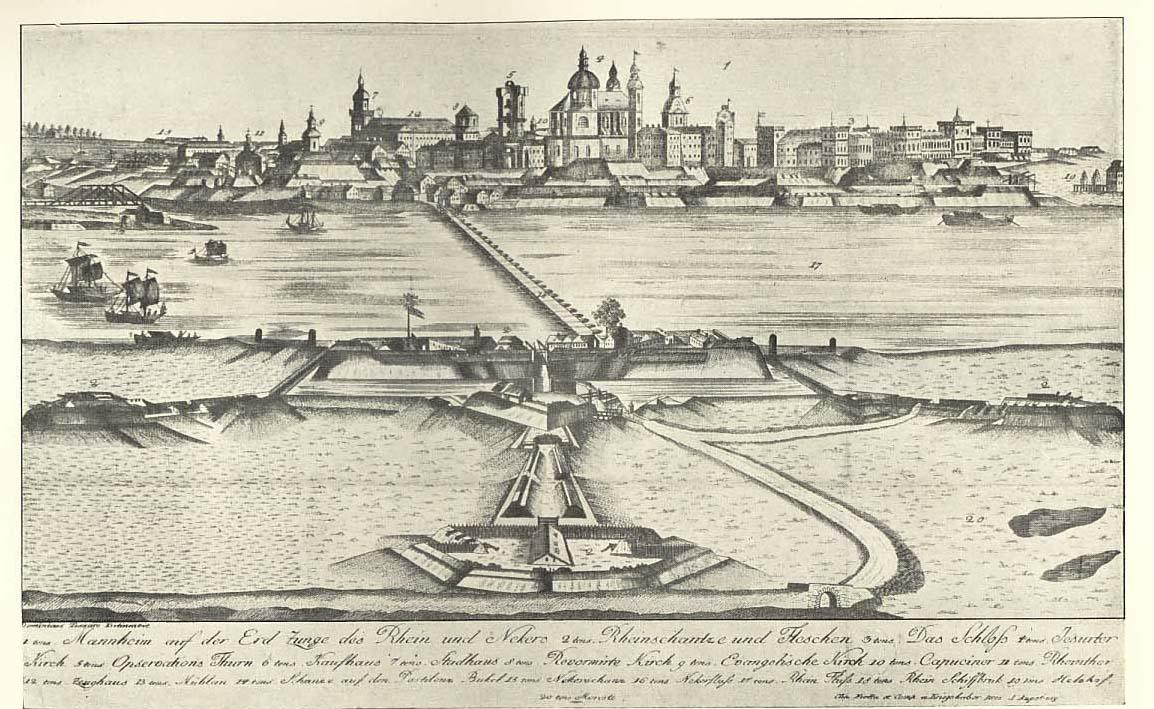
Die Mannheimer Rheinschanze um 1750

Der Ludwigshafener Hafen entwickelte sich wie die Stadt selbst aus der Mannheimer Rheinschanze. Diese wurde 1823 zu einem Ent- und Verladeplatz und 1847 zum Winterhafen ausgebaut und hieß ab 1843 Ludwigshafen. Im Jahre 1898 wurde der Hafen mit dem Luitpoldhafen um ein weiteres Becken erweitert, 1902 folgte der Mundenheimer Hafen, 1918 der Kaiserwörthhafen.

Schematische Lage der Hafenbecken

Im Zweiten Weltkrieg wurde der Hafen 1943–1945 weitgehend zerstört. In den 1950er Jahren wurde der Hafen wieder aufgebaut und das Winterhafenbecken wegen Platzbedarfs aufgefüllt. Nach einem Brandunfall wurde 1976 für die Gefahrenstoffe für und mit der BASF ein eigener Hafen, der Landeshafen Nord gebaut. In den 1980er Jahren folgte der Ausbau zum modernen Containerhafen, zunächst im Luitpoldhafen und mit der Fertigstellung eines neuen, leistungsfähigeren Containerterminals am südlichen Kaiserwörthhafen. Anfang des Jahrtausends wurde der innenstadtnahe Zollhofhafen aufgegeben. An seiner Stelle ist mit einem Investitionsvolumen von 220 Millionen Euro ein neues Stadtquartier mit einem 30.000 Quadratmeter Verkaufsfläche umfassenden Einkaufszentrum und Gastronomiebetrieben entstanden. Ein Hotel und der Umbau einer derzeit brachliegenden Werfthalle soll in einem weiteren Ausbauschritt stattfinden. Verwirklicht wurde das Vorhaben durch den Hamburger Investor ECE, der auch das Einkaufscenter betreibt.
Am 17. Oktober 2016 ereignete sich um 11:30 Uhr am Südpier des Landeshafens Nord auf dem Werksgelände der BASF eine Explosion mit anschließendem Großbrand.

## Standorte
Der Ludwigshafener Rheinhafen ist der fünftleistungsstärkste Binnenhafen Deutschlands. Gemeinsam mit dem benachbarten Mannheimer Hafen, mit dem seit 2001 eine Kooperation besteht, bildet er den zweitgrößten Binnenhafen der Bundesrepublik. Mit der BASF erschließt der Rheinhafen den größten Chemiekonzern der Welt und besitzt damit eine herausragende Bedeutung in der Metropolregion Rhein-Neckar.
Die Hafenflächen umfassen 120 Hektar und mehr als 14 km Kaianlagen. An Infrastruktur stehen eine Containerbrücke mit 62 t und eine weitere für Bahnverladung mit 52 t Tragfähigkeit zur Verfügung. Weiterhin gibt es neun Krananlagen bis zu 25 t, einen 104 t Mobilkran, drei Bandförderanlagen mit Schüttrohren sowie 19 Pumpen für flüssige Güter und verschiedene Flurfördergeräte und einen Schwergutumschlagplatz. In den angrenzenden Gewerbegebieten bestehen 39 ha Freilagerflächen, 3,8 ha Hallenlager, Getreidespeichersilos für 31.000 t und 140.000 m³ Tanklagerraum.

### Reede Süd
Dieser Stromhafen erstreckt sich über knapp 1,5 km Länge linksrheinisch. Die Umschlagseinrichtungen wurden bereits während des Ersten Weltkrieges erbaut und im Zweiten Weltkrieg vollständig zerstört.
Die heutige Bausubstanz stammt aus den 1970er Jahren. Umgeschlagen werden dort hauptsächlich Bau- und Kraftstoffe. An Infrastruktur gibt es 200 m befestigten Kai, zwei Landungsstege an geböschten Ufern, einen Portalkran, Pumpen, Förderbänder und Bahnanschluss.

### Kaiserwörthhafen
Der Kaiserwörthhafen wurde von 1912 bis 1918 als Ergänzung zum Mundenheimer Hafen (Ölhafen) gebaut. Umgeschlagen wurden dort zunächst hauptsächlich Kohle und Rüstungsgüter. Es bestanden 1,5 km Kaianlagen am Stromhafen und ein Binnenbecken von 850 m Länge und 90 m Breite. Im Zweiten Weltkrieg wurden die Anlagen 1943–1945 durch Bombardierung nahezu vollständig zerstört. Das Gebiet war wegen der dichten Ansiedelung von sogenannter kriegswichtiger Industrie und Infrastruktur bereits als Ziel für einen möglichen Atombombenabwurf ausgewählt. Es wurde jedoch im März 1945 durch Alliierte Truppen besetzt, also noch bevor im Juli 1945 der erste Kernwaffentest gelang. Der Wiederaufbau erfolgte von 1951 bis 1969 in mehreren Abschnitten. Im Oktober 2004 wurde das Containerterminal im Kaiserwörthhafen eröffnet.

### Ölhafen
Der Mundenheimer Altrheinarm wurde 1898/1899 zum Schutzhafen mit 1,8 km Kaianlagen ausgebaut. Von 1911 bis 1915 erfolgte eine Verbreiterung des Beckens und die Umwidmung zum Ölhafen.

### Luitpoldhafen

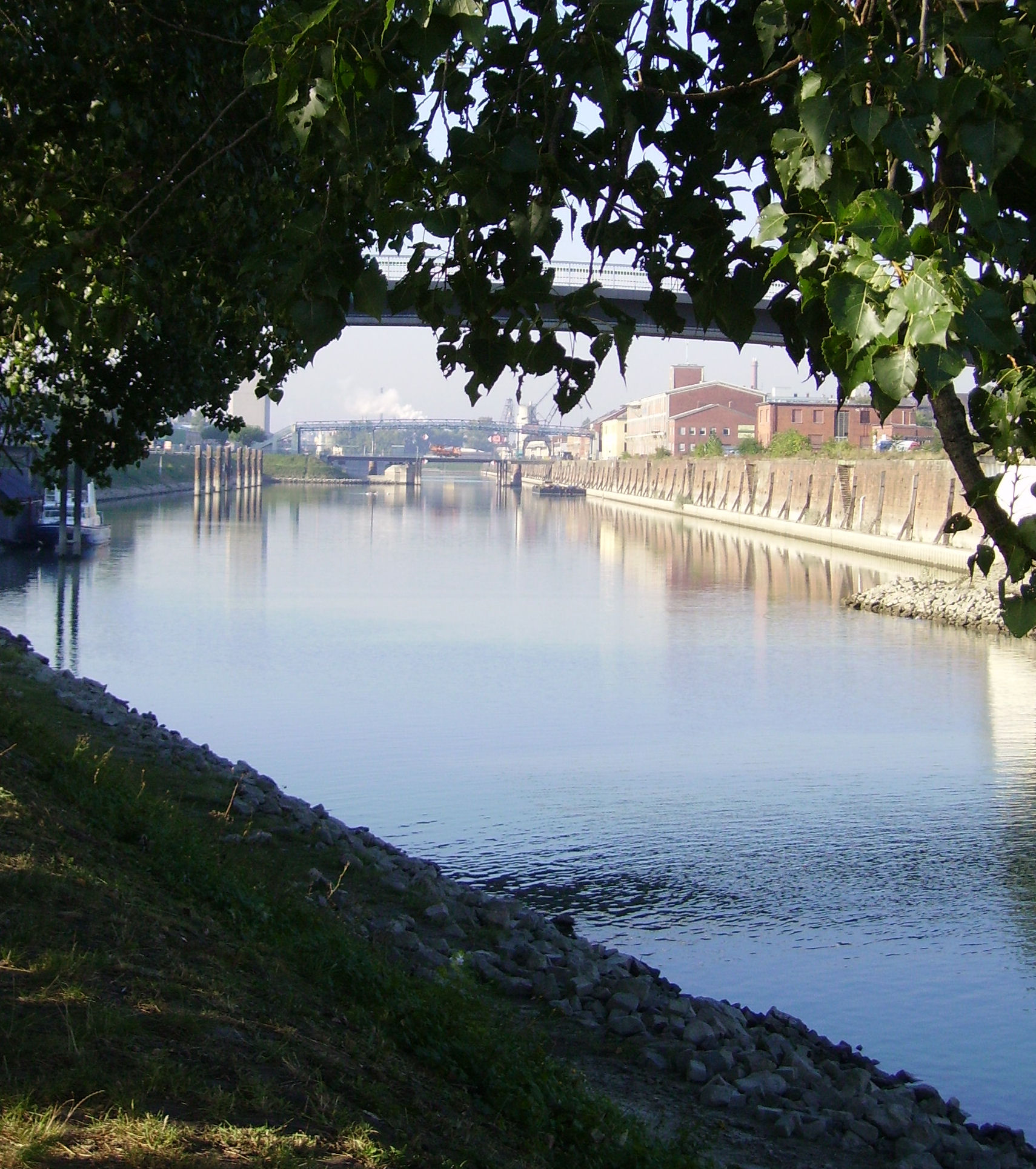
Luitpoldhafen

Der Luitpoldhafen wurde von 1893 bis 1898 erbaut. Von 2,5 km Kailänge sind der nördliche Teil mit 1250 m Kaimauern versehen, der Südteil überwiegend geböscht. Zum Rheinstrom hin war er durch Kammerschleusen abgetrennt.
Um 1900 kam an der Nordschleuse eine Pegeluhr hinzu. Die Schleuse wurde in den 1960er-Jahren stillgelegt, das Schleusentor und die dazugehörige Drehbrücke 1967 demontiert und dort ein Damm aufgeschüttet. Die Pegeluhr ist erhalten und steht unter Denkmalschutz. Heute ist dort der Ludwigshafener Kanu-Club ansässig. Ebenfalls im Luitpoldhafen hat die WSP die Station Ludwigshafen und eine eigene Kaianlage am Südufer. 
1989 erhielt der Luitpoldhafen eine Containerverladebrücke, die heute, ebenso wie Teile der Hafenbahn, wieder zurückgebaut ist. Der Bahnanschluss erschließt die Kaianlagen nur noch bis zum Polizeipräsidium Rheinpfalz am Nordufer mit einem Ausziehgleis. Dort ist auch noch ein Halbportalkran verfügbar. Seit 2005 befindet sich der südliche Luitpoldhafen, die sogenannte Parkinsel, im Umbruch; es überwiegt die moderne Wohnbebauung.

### Winterhafen (abgegangen)
Der Winterhafen wurde von 1844 bis 1847 in einem 1824 durch Hochwasser entstandenen Kolk gebaut. Ebenfalls 1847 erfolgte der Anschluss an die Pfälzische Ludwigsbahn. 1864/1865 wurde er nochmals erweitert. Er fungierte u. a. als Liegeplatz der Schiffe der Bayerisch-Pfälzischen Dampf-Schlepp-Schifffahrts-Gesellschaft. Im Ersten Weltkrieg und mit dem Entstehen des Kaiserwörthhafens ging seine Bedeutung zurück. Nach Schäden im Zweiten Weltkrieg wurde er aufgelassen und 1954 bis 1956 vollständig zugeschüttet. Dort entstand in den 1960er Jahren ein neues Stadtviertel.

### Reede Nord (ehemaliger Zollhafen)
Die ehemalige Böschungs-Reede wurde von 1874 bis 1880 mit einer festen Kaimauer zum Zollhafen ausgebaut. An der Reede Nord findet seit 2004 kein Umschlag mehr statt; in den Folgejahren entstand dort ein neues Stadtviertel mit Gastronomie, Einkaufs- und Freizeitmöglichkeiten.

### Landeshafen Nord
Der Landeshafen Nord wurde 1976 eröffnet. Er umfasst eine Wasserfläche von 14 Hektar. Von den vorgesehenen 12 Liegeplätzen sind derzeit 7 ausgebaut, die über insgesamt 23 Verladearme für Flüssigkeiten verfügen. Sie sind über Pipelines mit dem benachbarten Werk der BASF verbunden, die als Hauptnutzer des Hafens die Anlagen finanziert, unterhält und betreibt. An den freien Liegeplätzen kann bei Bedarf mit Mobikränen Ladung gelöscht werden. Die Hafenbahn führt zwar unmittelbar südlich vorbei, sie erschließt aber die Kaianlagen nicht direkt. In unmittelbarer Nachbarschaft befindet sich das Kombi-Terminal Ludwigshafen. Die Umschlagstellen des Landeshafens sind jeweils mit einem eigenen Feuerlöschsystem und zwei Schaumwerfern ausgestattet. Zusätzlich bestehen an der Hafeneinfahrt eine Druckluft-Ölsperre sowie ein visuelles Überwachungssystem mit zehn ferngesteuerten Kameras, das rund um die Uhr besetzt ist. Sieben Schiffe werden durchschnittlich täglich abgefertigt. Das Umschlagsaufkommen beträgt etwa 2,8 Millionen Tonnen jährlich.

## Hafenbahn
Die Hafenbahn besteht seit 1847 mit dem Anschluss an die Pfälzische Ludwigsbahn. Heute umfassen die Gleisanlagen ein Streckennetz von mehr als 14 km.

## Verkehr
Die Häfen in Ludwigshafen sind über Gemeindestraßen zu der Bundesstraße 9, der Bundesautobahn 6 und der Bundesautobahn 61 hin erschlossen. Der Schienenverkehr der Hafenbahn findet Anschluss an die Bahnstrecke Mannheim–Saarbrücken.

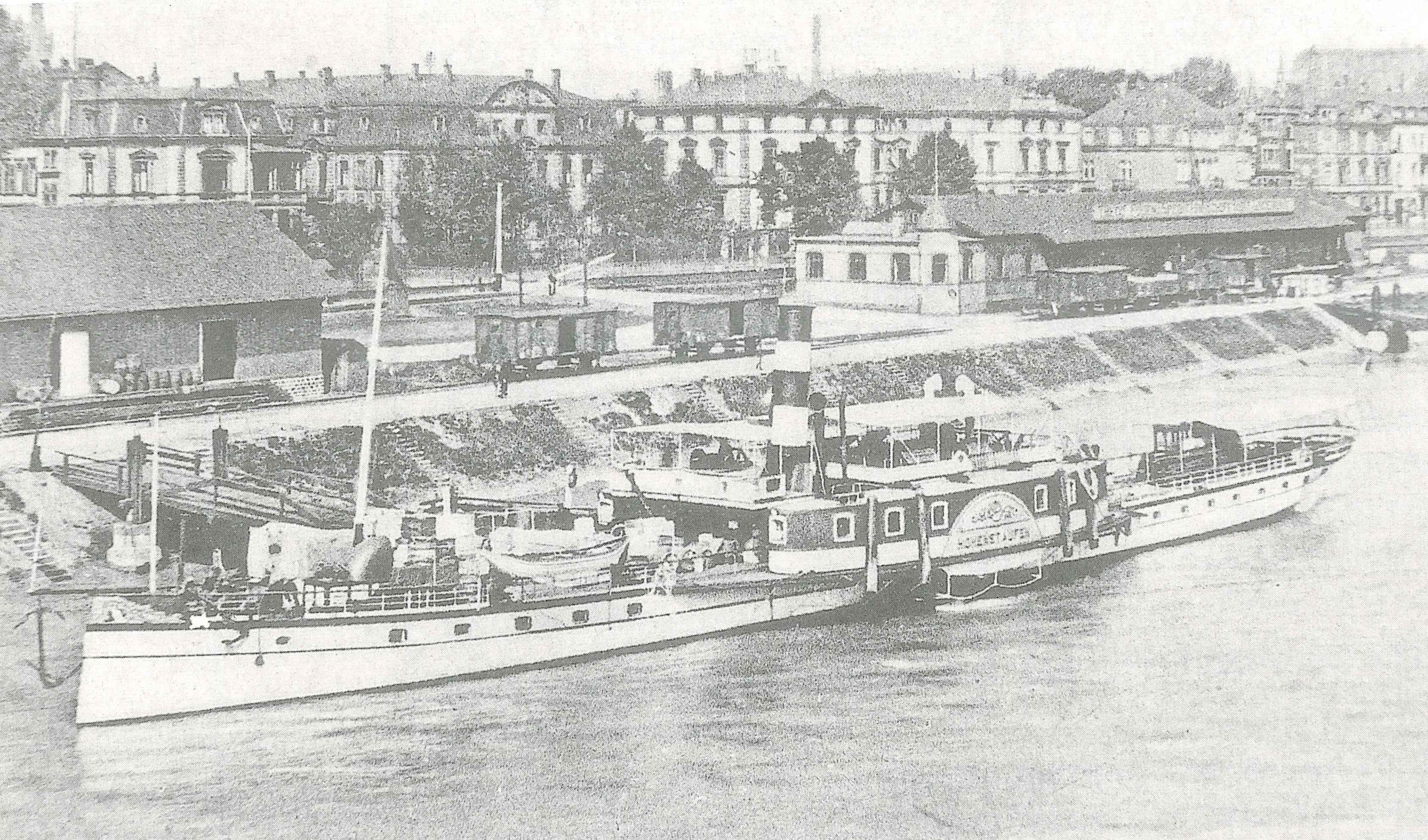
Hafenansicht 1884
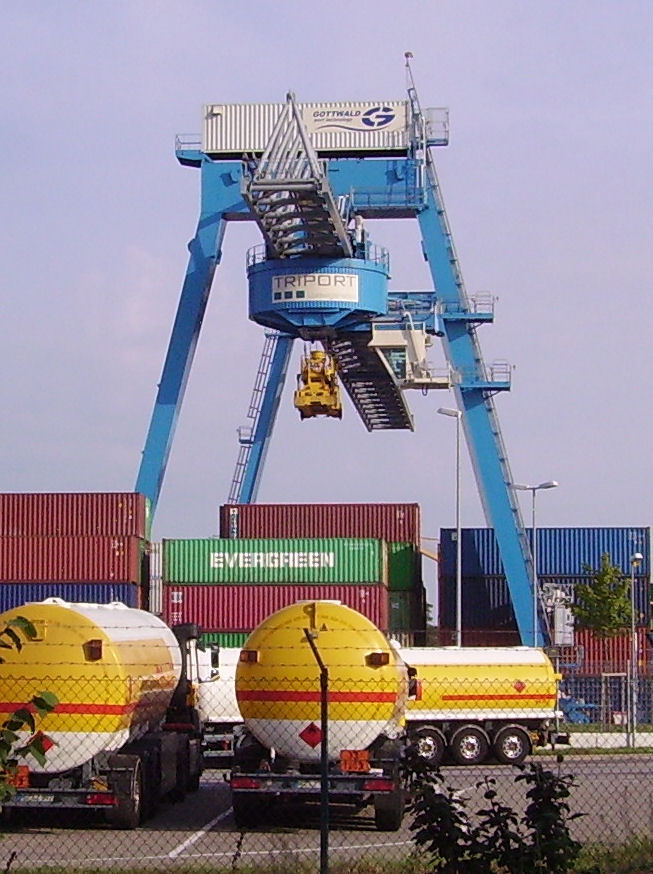
Containerbrücke im Kaiserwörthhafen
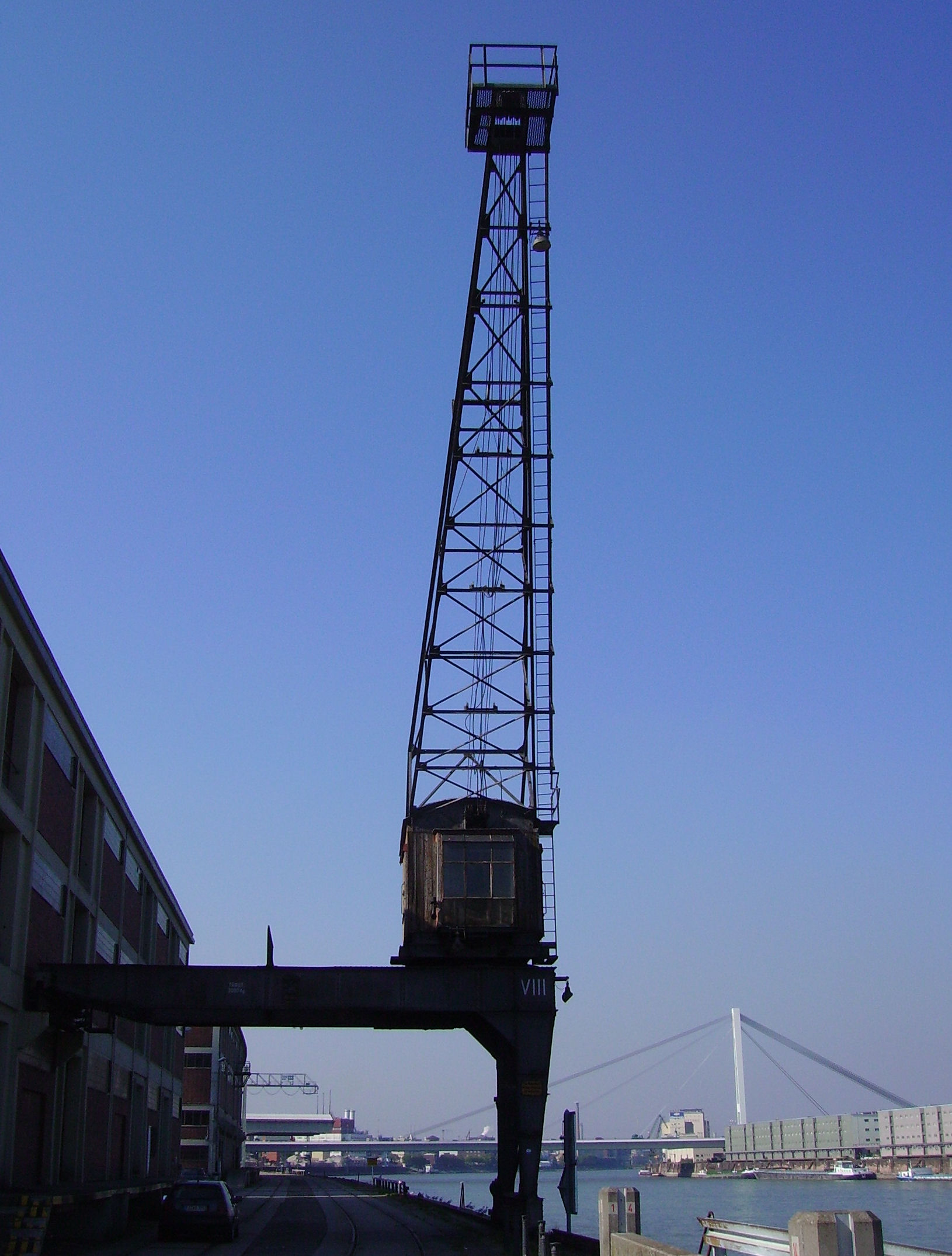
Hafenkran im Rheinhafen
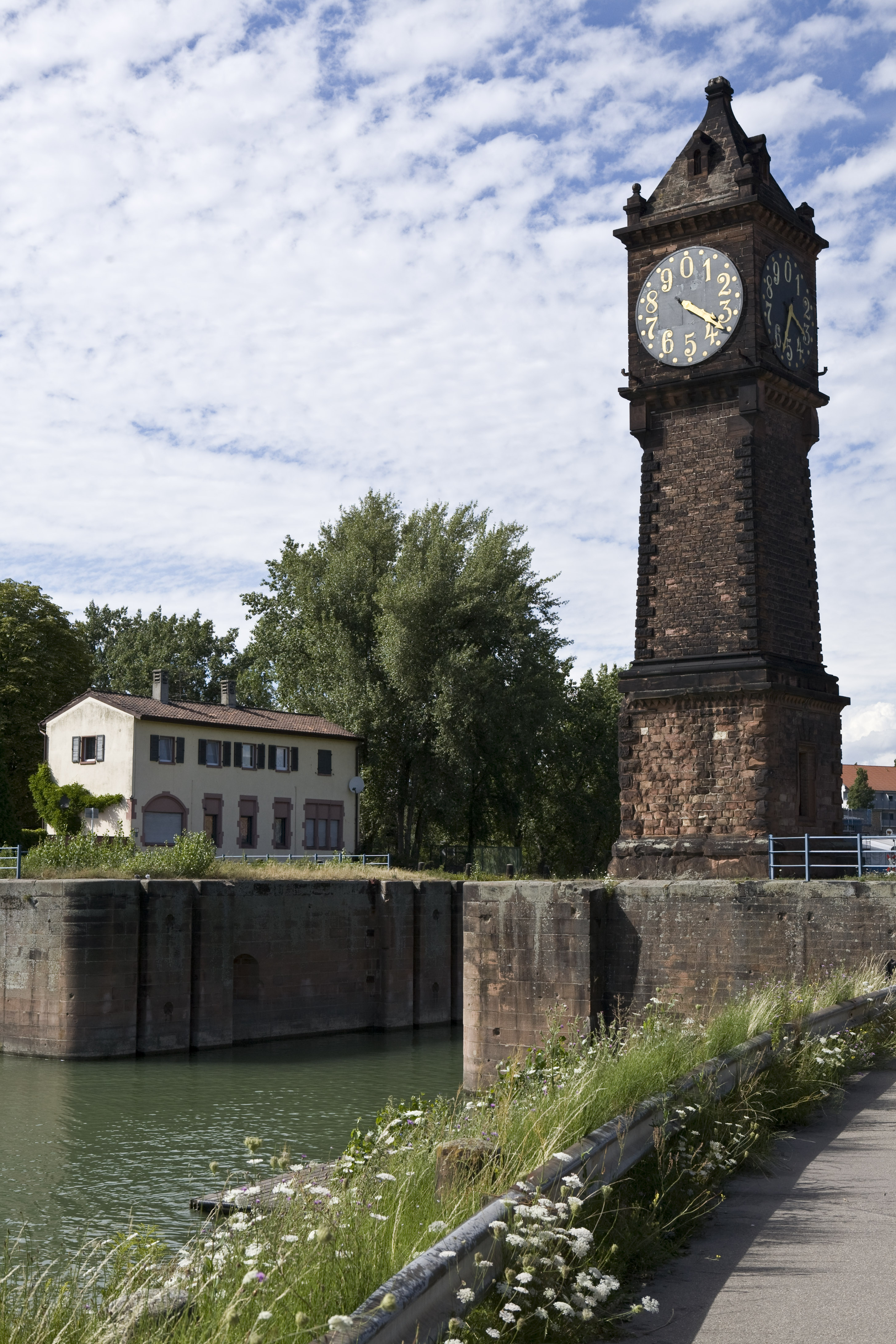
Pegeluhr am Luitpoldhafen, links die ehemalige Schleuseneinfahrt
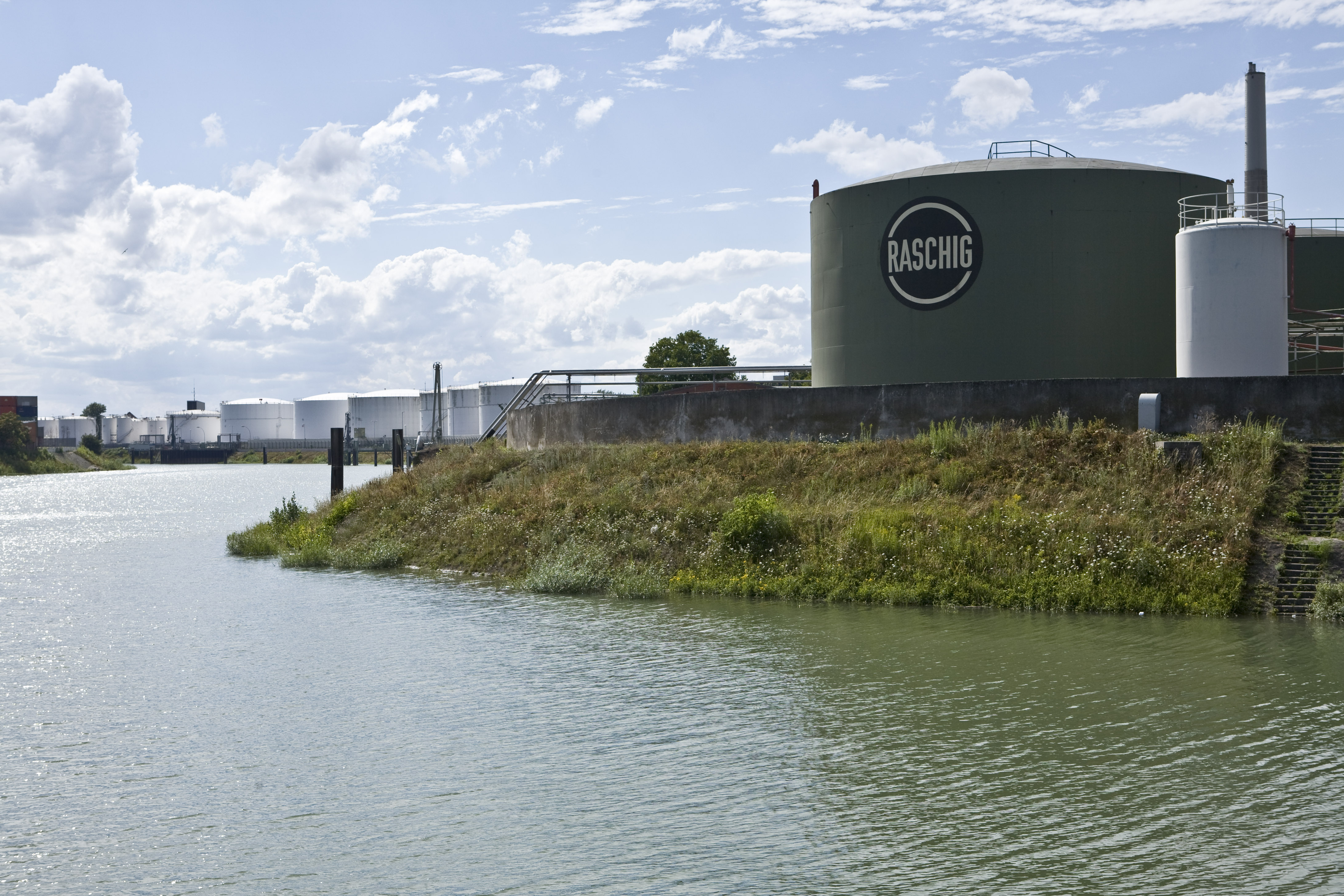
Links Mundenheimer Altrheinhafen
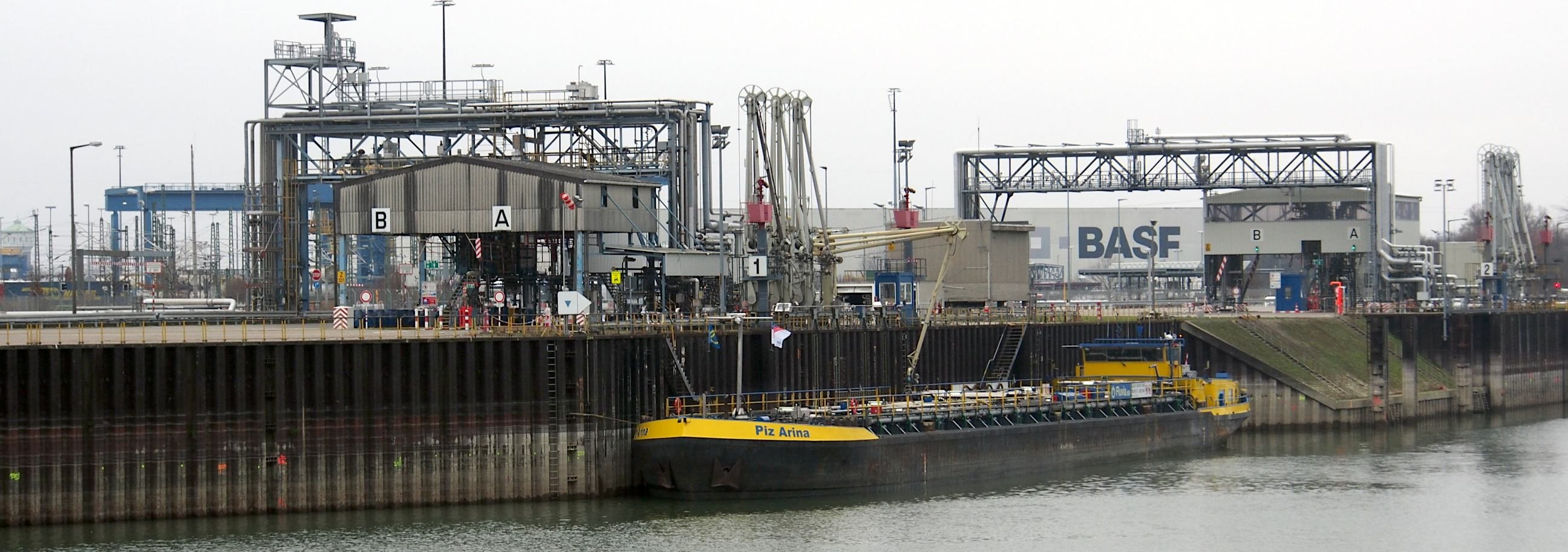
Landeshafen Nord